# Wolframs-Eschenbach
Wolframs-Eschenbach település Németországban, azon belül Bajorországban. Lakosainak száma 3221 fő (2023. december 31.). Wolframs-Eschenbach Lichtenau, Merkendorf, Haundorf, Mitteleschenbach és Windsbach községekkel határos.

## Népesség
A település népessége az elmúlt években az alábbi módon változott:
| Lakosok száma | 1030 | 2018 | 1772 | 2770 | 2923 | 2934 | 3060 | 3116 | 3103 | 3221 |
|               | 1925 | 1970 | 1975 | 2011 | 2013 | 2014 | 2016 | 2019 | 2021 | 2023 |

Windsbachtól délnyugatra fekvő tzelepülés.

## Története
A település nevét 1057 körül említették először Eschelebach formában.
A 11. században Eschenbach a püspökséghez. Később a Német Lovagrend kapta meg, amely később is fontos szerepet játszott Eschenbach történetében. A Német Lovagrend több mint 600 évig kormányozta a várost. Eschenbach fontos kereskedelmi útvonalon helyezkedett el, és egy idő után egy regionális kereskedelmi központtá alakult, valamint világi és lelki központ volt.
A város főutcáját gyönyörű reneszánsz és fagerendás házak díszítik, mellyek közül már messziről látni az 1230 körül épült kolostortemplom színes mázas cseréppel fedett karcsú tornyát. A templom háromhajós, gótikus csarnokában  a legrégibb műlincs az 1470-ből való, bal oldali mellékoltáron látható dombormű.

## Nevezetességek
- Kolostortemplom (Münster)

## Itt születtek, itt éltek
- Wolfram von Eschenbach - a középkorlegnagyobb német költője itt született és itt is temették el az 1170 körül épült kolostortemplomban.

## Galéria

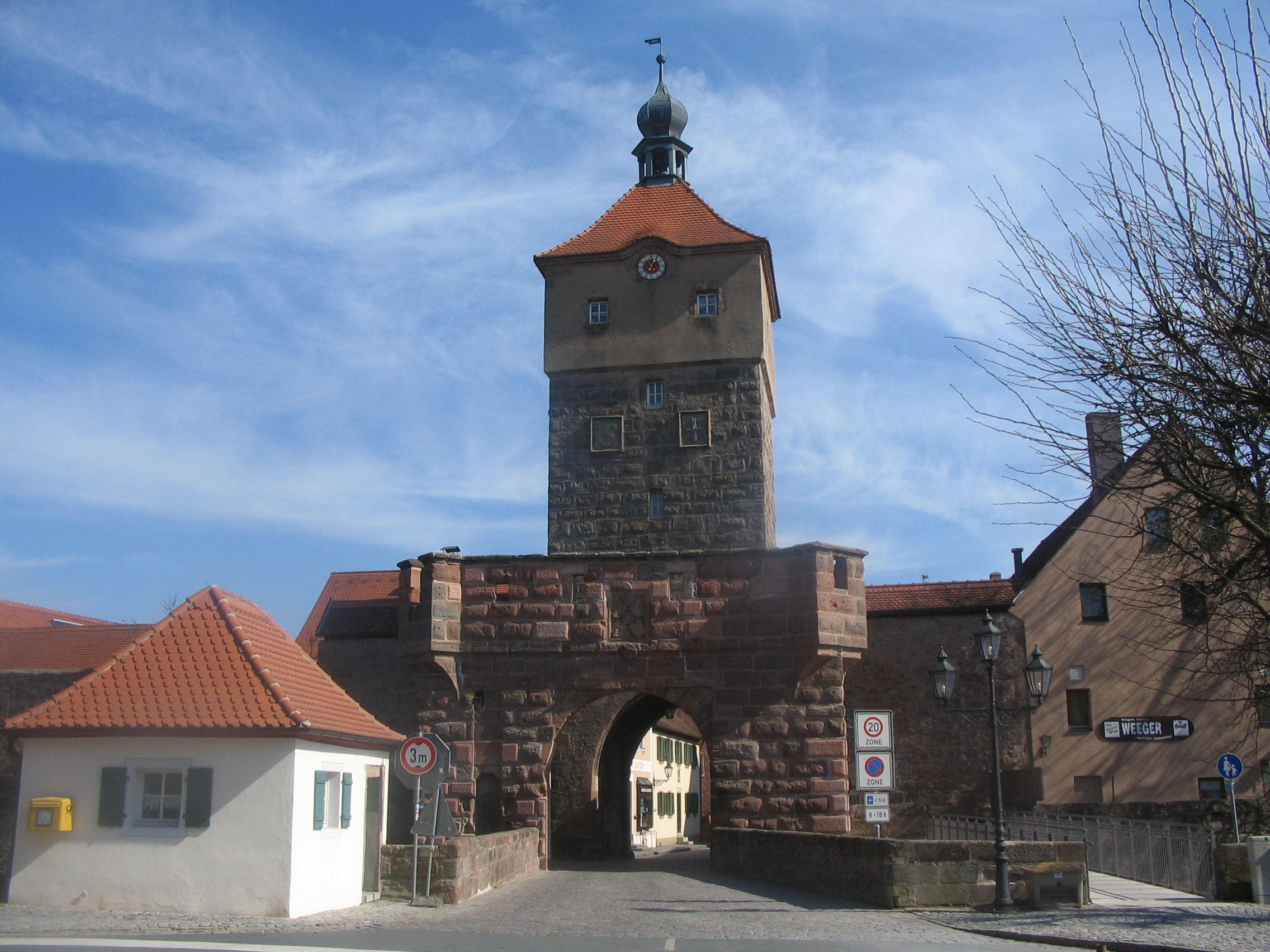
Kaputorony (Oberes-Tor)
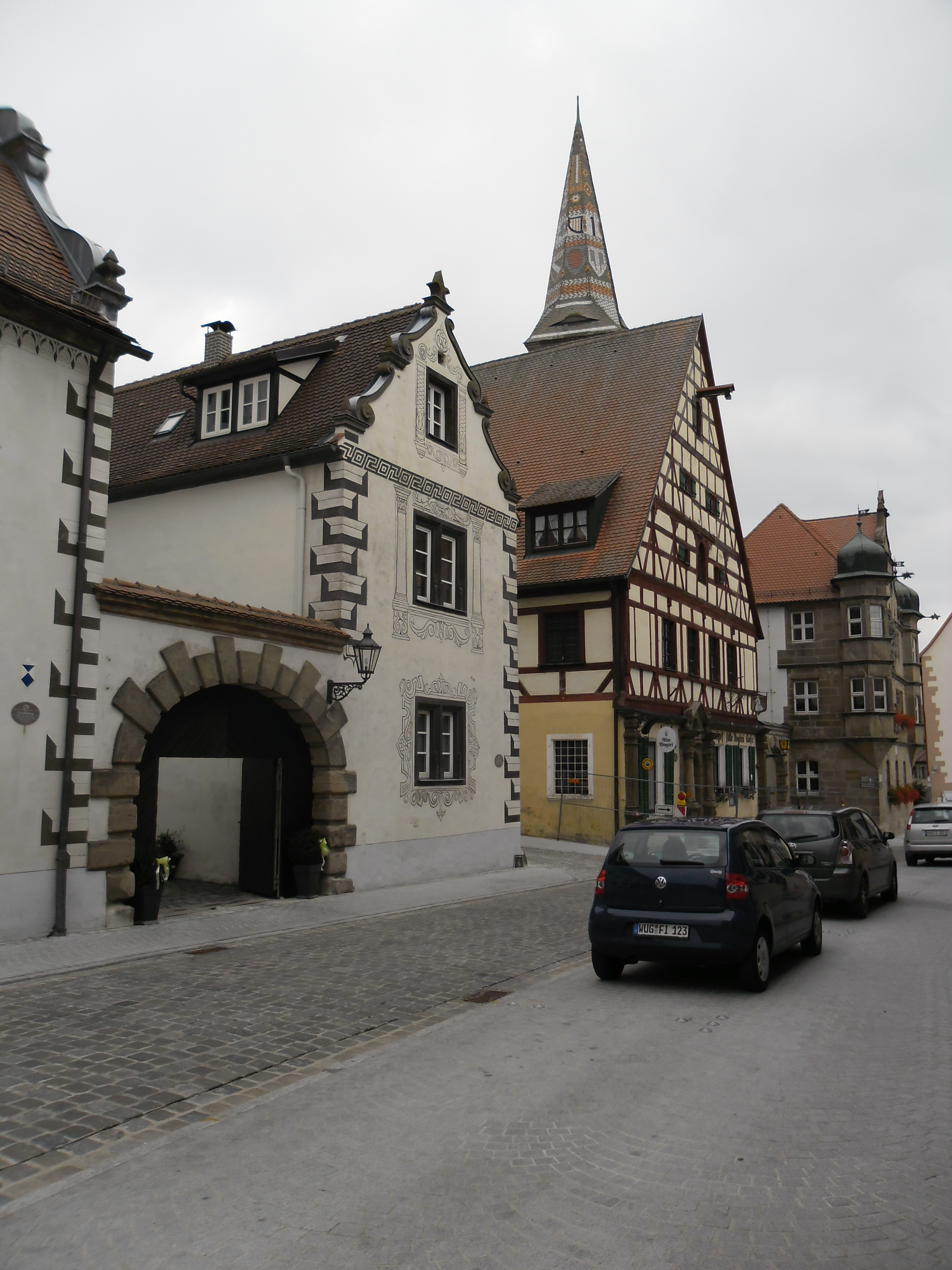
Utcarészlet
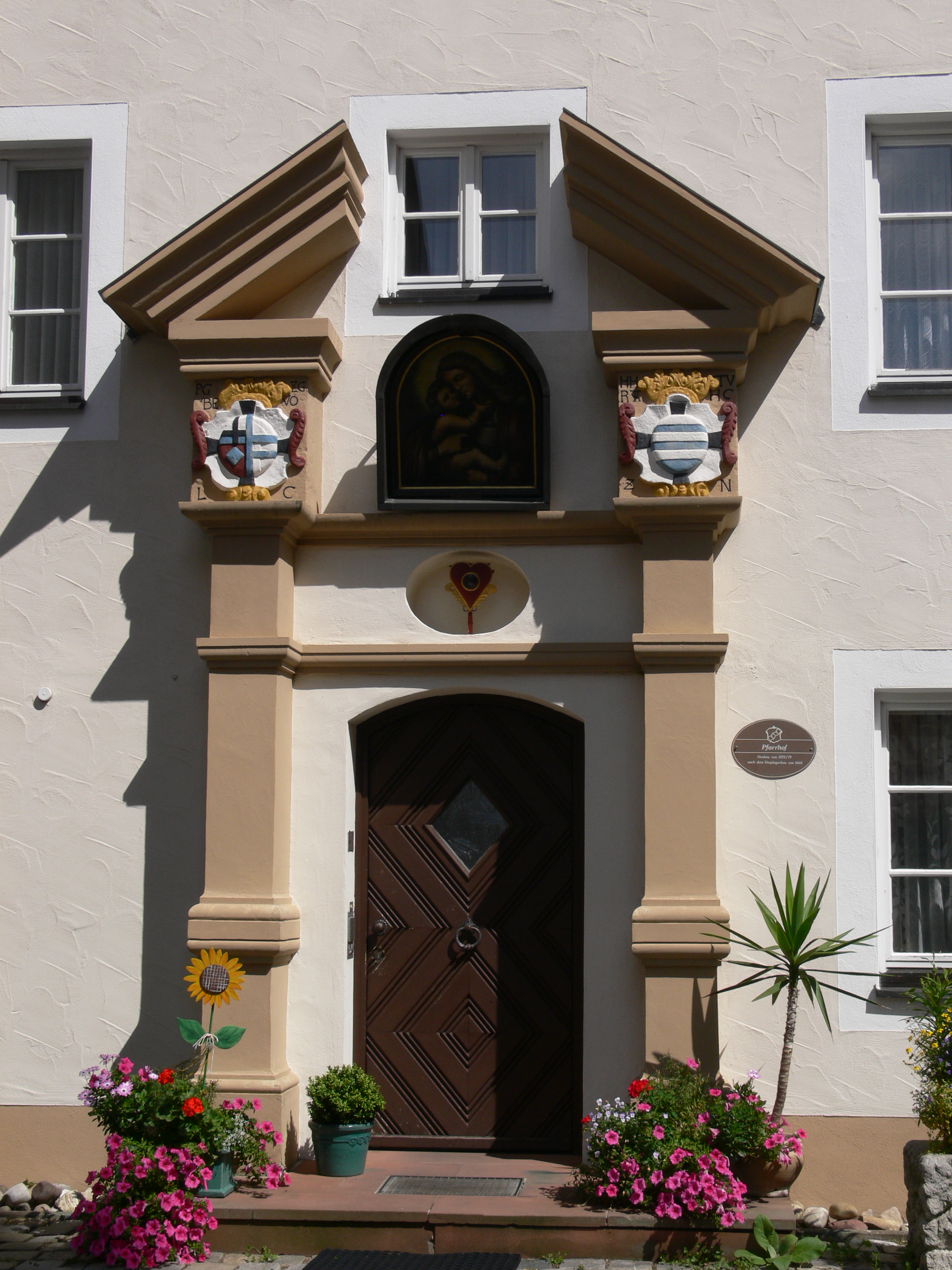
Pfarrhof, Portal
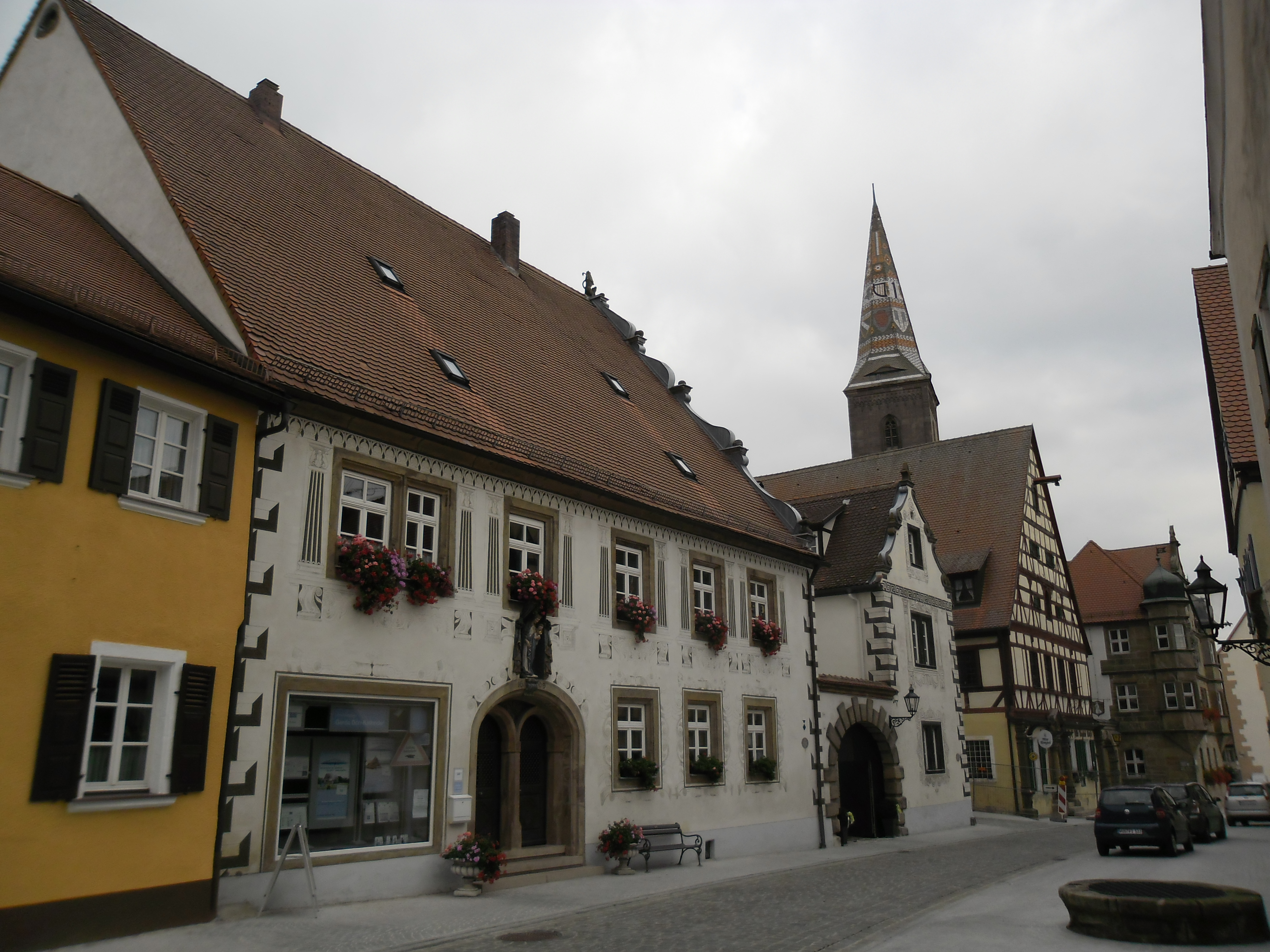
Utcakép
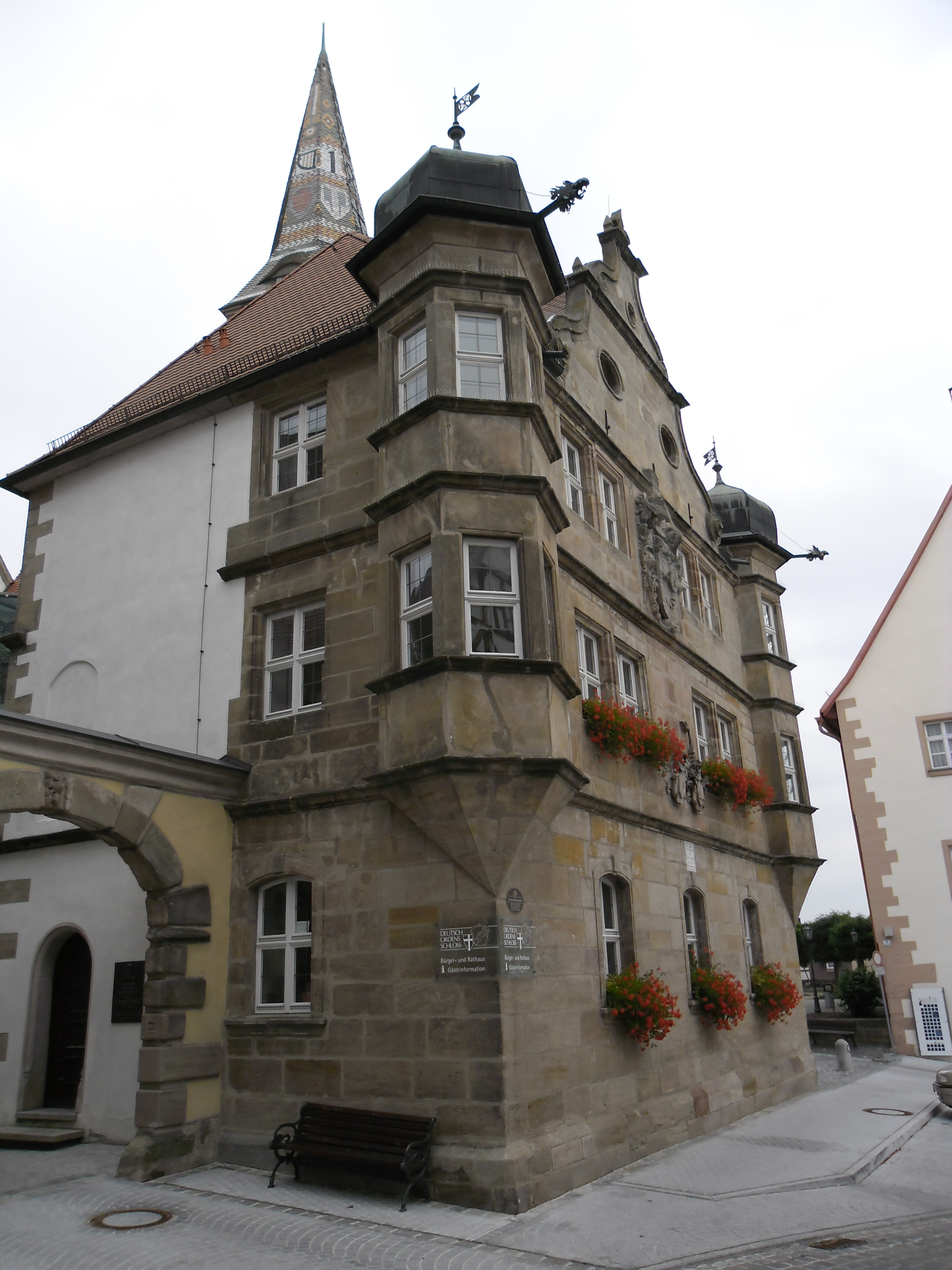
Városháza (Rathaus)
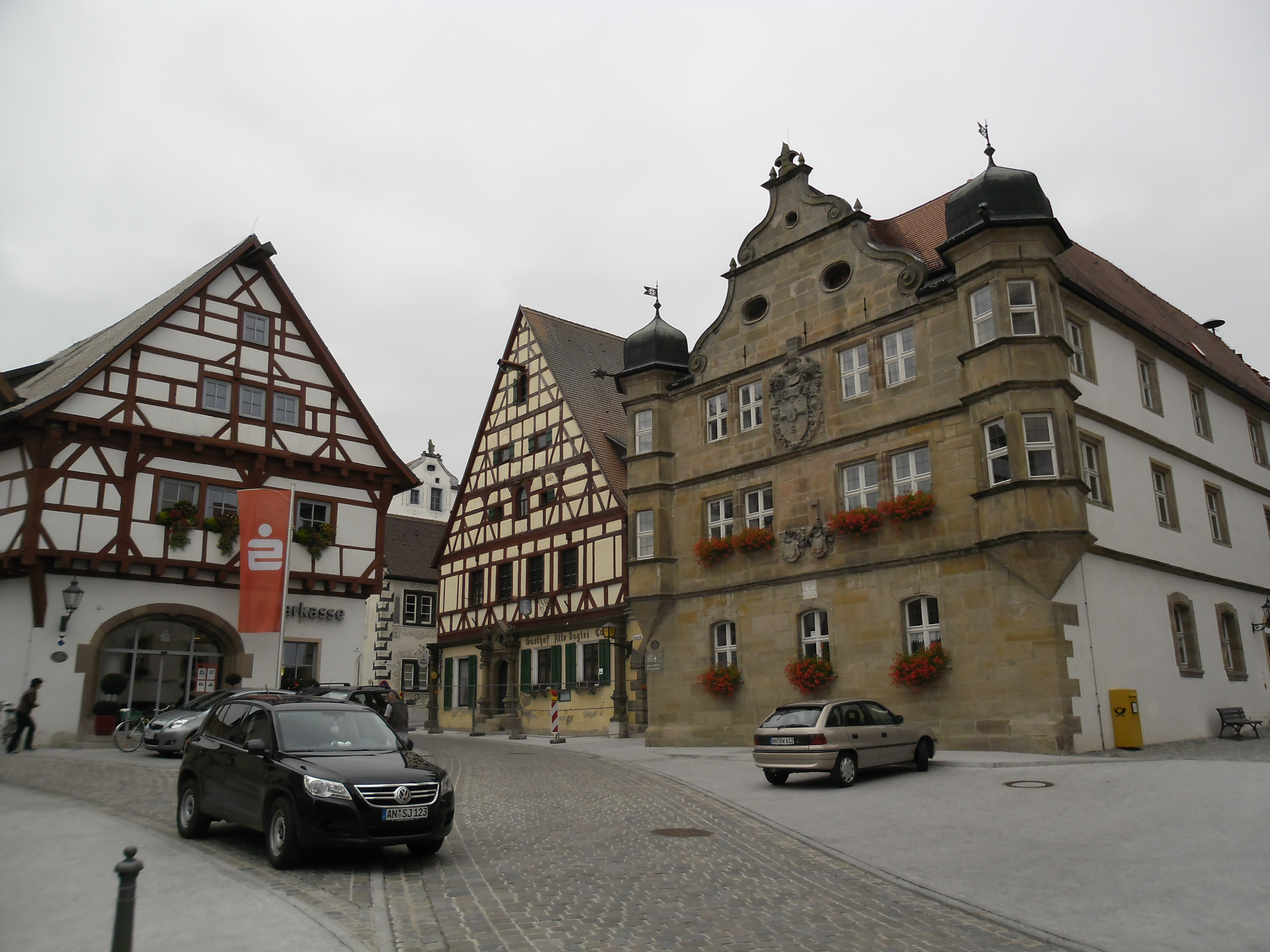
Rathaus
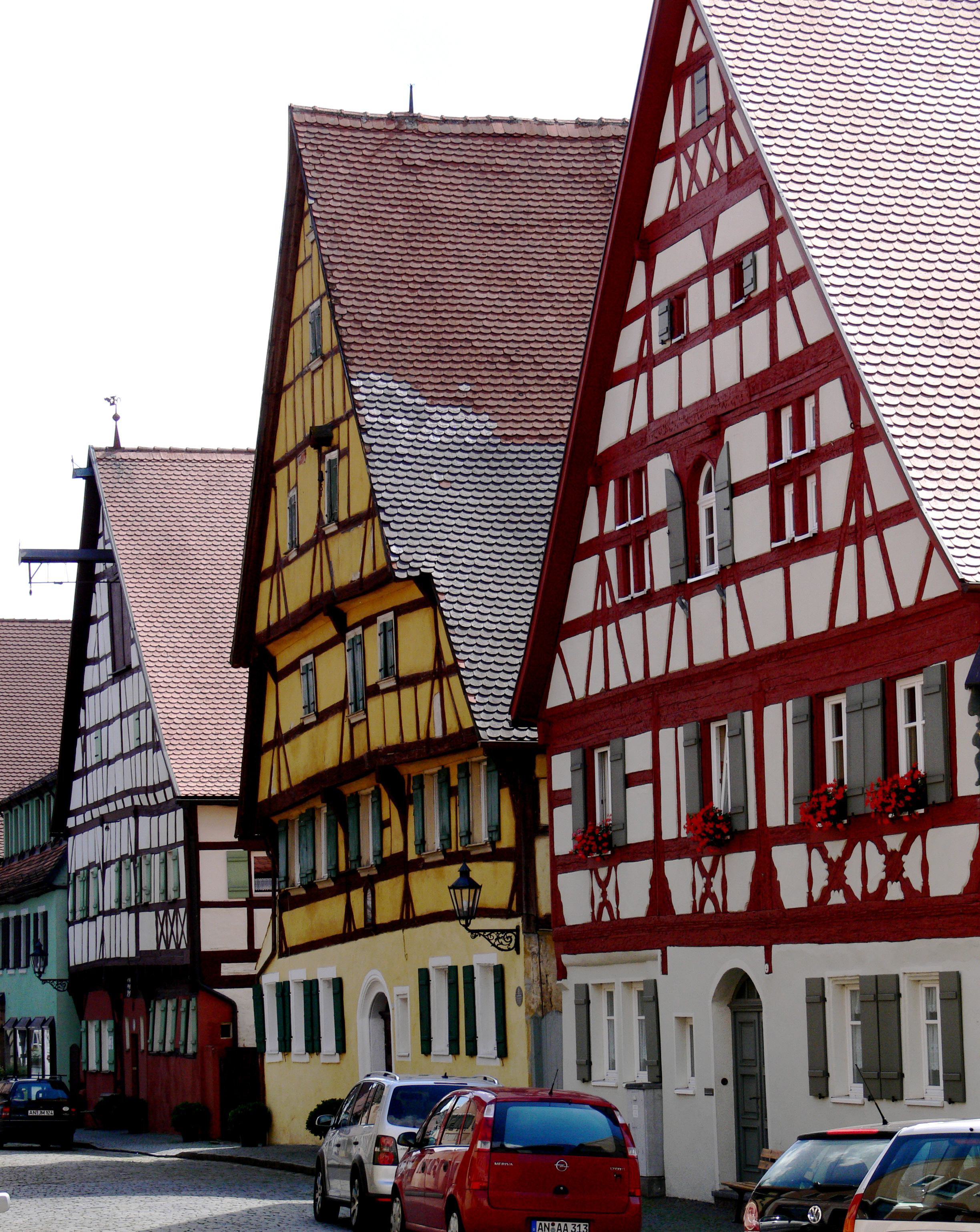
Utcarészlet, régi favázas házakkal
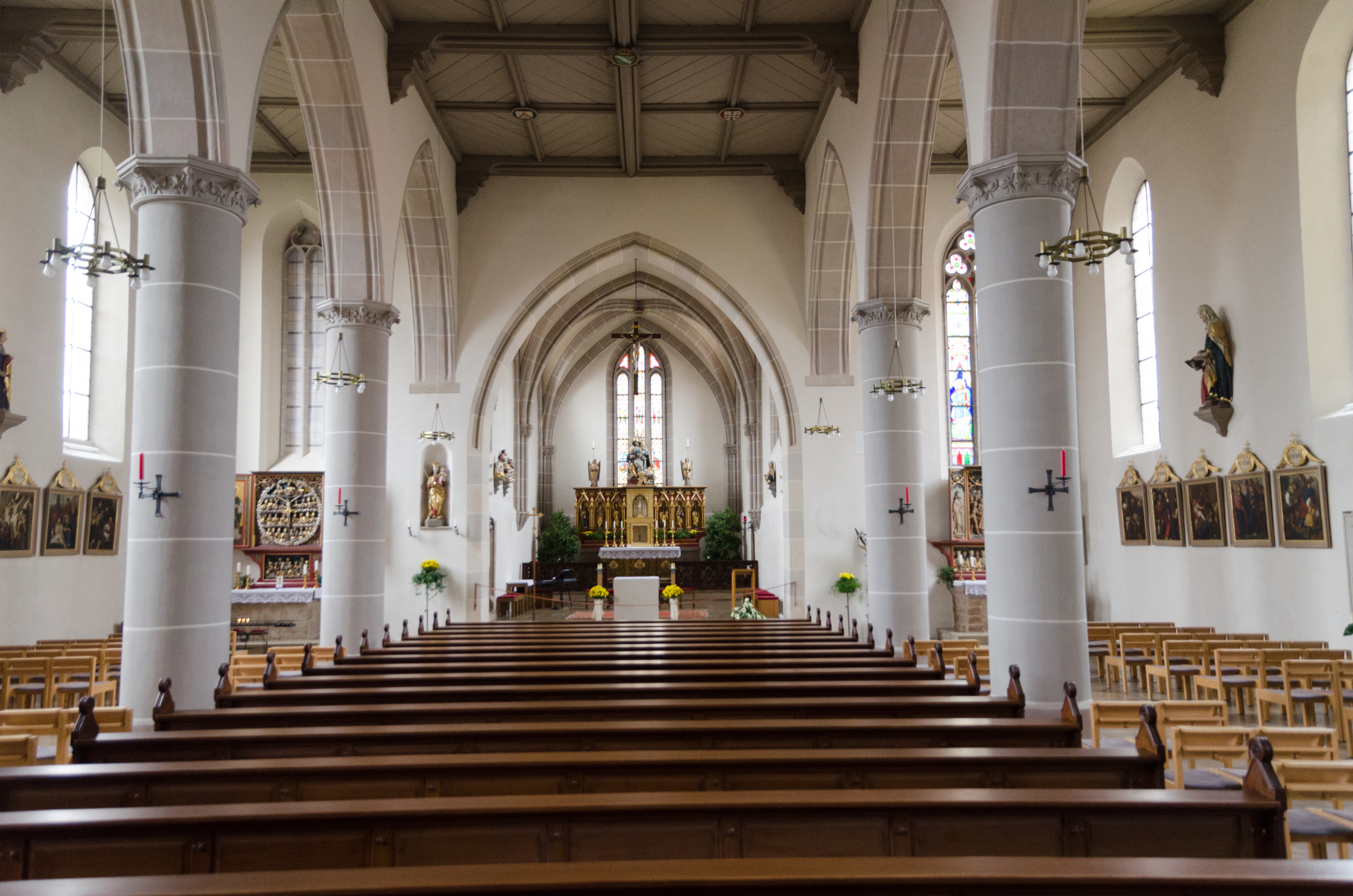
Liebfrauenmünster